# المركز الجزائري لتطوير السينما
المركز الجزائري لتطوير السينما مؤسسة عمومية ذات طابع صناعي وتجاري في الجزائر، تتمتع بالشخصية المعنوية والاستقلال المالي. يخضع المركز للقواعد المطبقة على الإدارة في علاقته مع الدولة ويعد تاجرا في علاقاته مع الغير.

## تأسيس المركز
أنشئ بمقتضى المرسوم التنفيذي رقم 10-227 المؤرخ في 30 سبتمبر 2010م حيث:
1. يــتــولى المـركــز مـهــمــة الخــدمــة الـعــمــومــيـة طبقا لدفتر الشروط الملحق بهذا المرسوم؛
2. يدير المركز مجلس إدارة ويسيره مدير؛
3. يحدد التنـظيم الداخلي للمركز بقرار من الــوزيــر المــكــلف بـــالــثــقــافــة بــنــاء عـــلى اقــتــراح من مــديــر المركز بعد مصادقة مجلس الإدارة.

## مهامه وأهدافه
يكلف المركز بالتطوير التجاري والصناعي والفني للسينما الجزائرية وترقيتها. وبهذه الصفة يكلف يما يأتي:
1. تسيير الحقوق المعنوية والمالية للأفلام المنتجة أو المنتجة بالاشتراك.
2. إصدار دعائم الترقية السينمائية مثل الكتالوجات والملصقات والأشرطة الإعلانية واقتنائها واستغلالها لفائدة الأفلام الجزائرية المنتجة أو المنتجة بالاشتراك.
3. توزيع الفيلم الجزائري في السوق الوطنية والدولية واستغلاله.
4. تسيير وايجار واستغلال، في اطار الإنتاج أو الإنتاج المشترك، المنشآت والتجهيزات التقنية للإنتاج، لاسيما استوديوهات التصوير والمخابر وكذا أدوات الرقمنة والحفظ والتخزين
5. تــشـــجــيع الاسـتثمار الــســيـــنــمــائي الأجـــنــبي في الجزائر.
6. إنجــاز المــشــاريع المــتـــعــلــقــة بــالــســـيــنــمــا، كــصــاحب مشروع مفوض، وذلك على أساس اتفاقية.

## وصلة خارجية
- المركز الجزائري لتطوير السينما